# Марія-Аделаїда (велика герцогиня Люксембургу)
Марія-Аделаїда, повне ім'я Марія-Аделаїда Терезія Хільда Антонія Вільгельміна (фр. Marie Adélaïde Thérèse Hilda Antonie Wilhelmine, люксемб. Maria Adelheid Theresia Hilda Antonia Wilhelmina), (14 червня 1894 — 24 січня 1924) — велика герцогиня Люксембургу у 1912—1919 роках, черниця. Походила з династії Нассау.

## Життєпис

### Дитинство

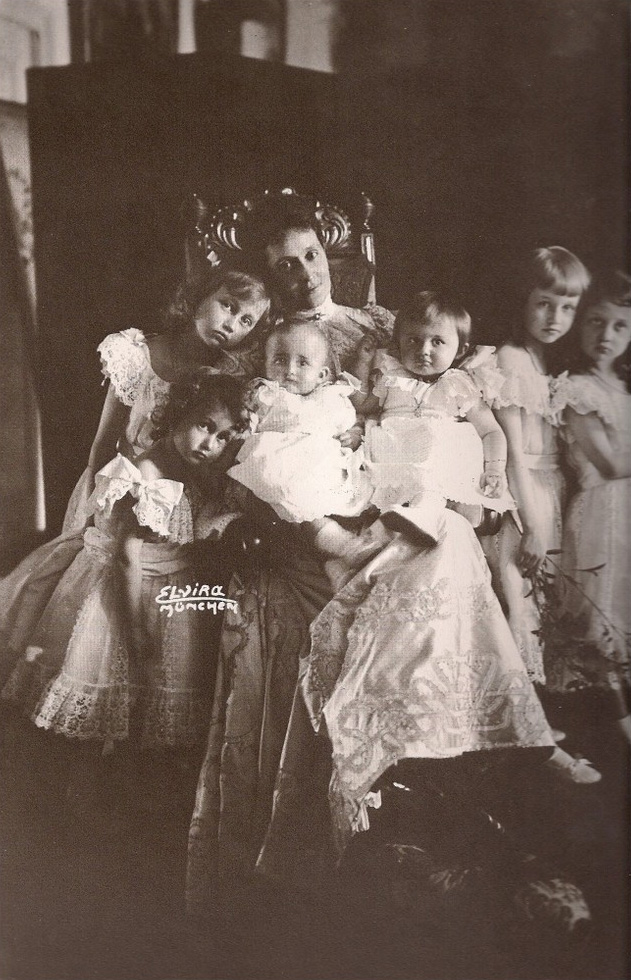
Марія-Аделаїда із матір'ю та сестрами у 1902

Марія-Аделаїда народилася 14 червня 1894 у замку Колмар-Берг старшою з шести доньок великого герцога Люксембургу Вільгельма IV та його дружини Марії Анни Браганси, за рік після їхнього весілля. За наступні вісім років народилося ще п'ятеро її сестер: Шарлотта, Гільда, Антонія, Єлизавета та Софія.
Батько був змушений внести до уряду пропозицію щодо дозволу престолонаслідування по жіночій лінії. 1907 року такий закон був прийнятий, і спадкоємицею трону офіційно стала найстарша принцеса Марія-Аделаїда.
Батько помер, коли принцесі ще не було вісімнадцяти. Тож півроку обов'язки регентки були покладені на її матір, Марію Анну.

### Правління

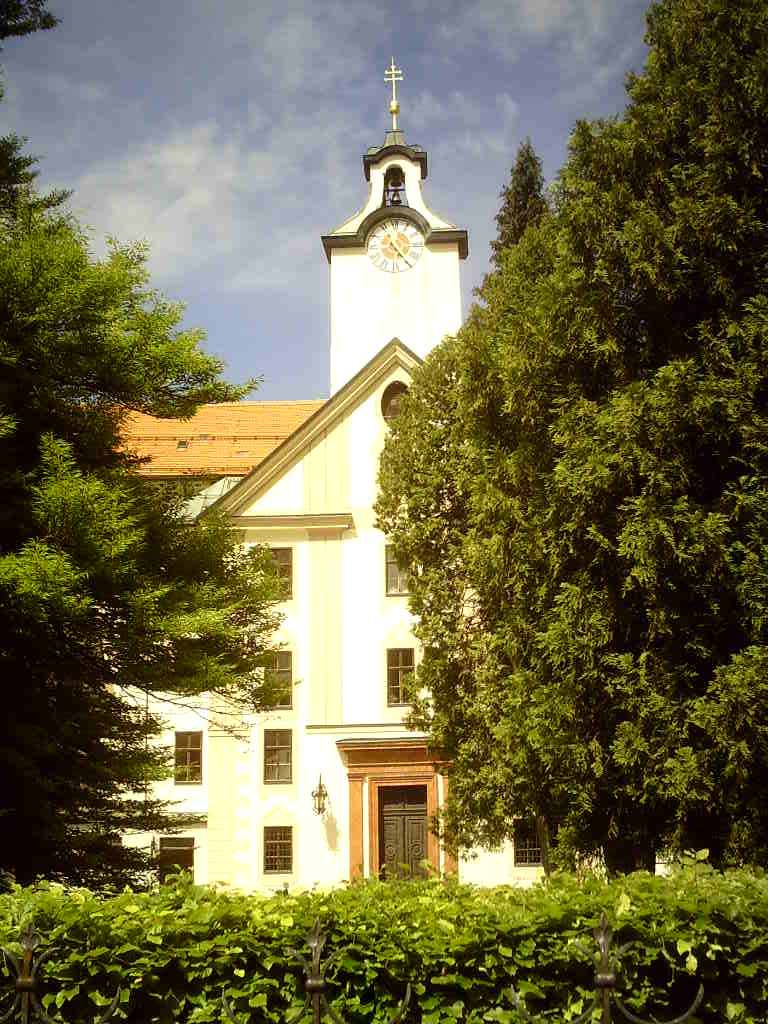
Палац Гогенбург

Коронація Марії-Аделаїди, яка відбулася 18 червня 1912 року, викликала великий ажіотаж у країні. Справа в тім, що вперше з 1296 року монархом стала особа, яка народилася у Люксембурзі.
Проте діяльність нової великої герцогині не стала фактором, що об'єднав країну. Спочатку Марія-Аделаїда чітко окреслила права корони, що призвело до конфлікту з парламентом. Після смерті ж прем'єр-міністра Пауля Ейсхена у 1915 році, який займав цю посаду ще з часів правління її діда, великого герцога Адольфа I, Марія-Аделаїда особисто почала формувати уряд. Це не дуже вдавалося молодій володарці держави. Тільки у 1915 році вона 5 разів розпускала кабінет міністрів.
Внаслідок цього держава поринула у чвари. В цей же час розпочалася Перша світова війна. Велике герцогство стало місцем протистояння Франції й Німеччини. Ще раніше — 2 серпня 1914 року — державу окупувала німецька імператорська армія. Слід зазначити, що двадцятирічна велика герцогиня Люксембурзька, захищаючи кордони своєї маленької держави, прибула в авто на прикордонний міст з Німецькою імперією й наказала водієві поставити авто поперек дороги. Ні вмовляння, ні погрози командира німецької дивізії на неї не подіяли. За наказом Вільгельма II її було ув'язнено в Нюрнберзький замок, де вона перебувала до закінчення війни. Марія-Аделаїда приймала у себе кайзера Вільгельма II, підтримувала стосунки з німецькими князівствами, а також дала згоду на заручини однієї з люксембурзьких принцес — Антуанетти — із спадкоємцем Баварського королівства — Рупрехтом Віттельсбахом.
В результаті ситуація почала загострюватися. А після поразки Німеччини країни Антанти, особливо Франція та Бельгія, згадали про позицію великої герцогині під час Першої світової війни. У підсумку, Марія-Аделаїда 14 січня 1919 року зреклася трону на користь своєї сестри Шарлотти. За два тижні Марія-Аделаїда залишила Люксембург.

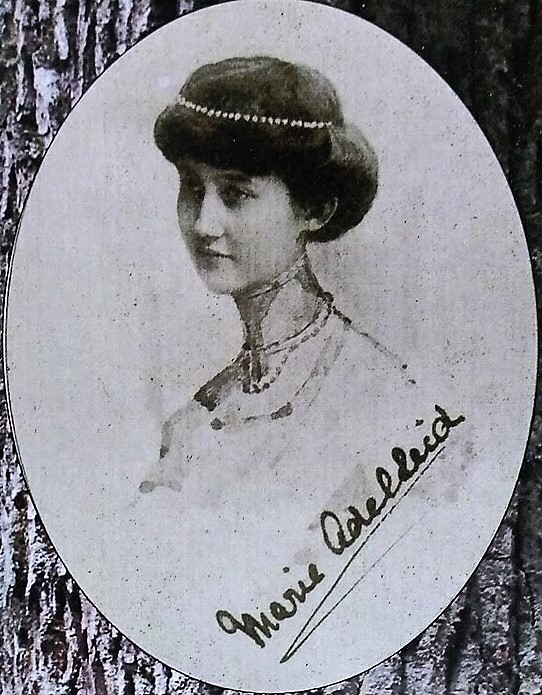

### Останні роки
Після зречення Марія-Аделаїда якийсь час подорожувала. Потім, у 1920 році, стала черницею у монастирі кармеліток у Модені (Італія). Через деякий час її здоров'я погіршилося, й вона переїхала до Баварії. Тут 24 січня 1924 року вона померла від грипу у замку Гогенбург. 22 жовтня 1947 року її тіло було перенесено до герцогського склепу собору Люксембурзької Богоматері у місті Люксембург.

## Нагороди
- Великий хрест ордена Адольфа Нассау;
- Великий хрест ордена Золотого Лева дома Нассау;
- Великий хрест ордена Дубової корони.